# Polymetme andriashevi
Polymetme andriashevi är en fiskart som beskrevs av Nikolai V. Parin och Borodulina, 1990. Polymetme andriashevi ingår i släktet Polymetme och familjen Phosichthyidae. Inga underarter finns listade i Catalogue of Life.